# The Girlie Show World Tour
Tournées par EroticaMadonna
Blond Ambition Tour 
 (1990) Drowned World Tour 
 (2001)
The Girlie Show World Tour (aussi appelé simplement The Girlie Show) est la quatrième tournée mondiale de la chanteuse américaine Madonna, faisant la promotion de son cinquième album studio, Erotica (1992). La tournée a visité l'Amérique du Nord et du Sud, l'Europe, l'Asie et l'Océanie pour la première fois, avec 360 000 tickets vendus pour cette étape. La principale inspiration pour le nom de la tournée fut un tableau du peintre américain Edward Hooper nommé "Girlie Show". Dolce & Gabbana réalise certains costumes.
Le concert est divisé en quatre tableaux : Dominatrix, Studio 54, Weimar Cabaret et Encore. Dominatrix a pour thème principal le sadomasochisme et l'érotisme, Studio 54 explore le monde du disco, Weimar Cabaret s'inspire largement de l'actrice Marlène Dietrich et du cirque, et Encore du film My Fair Lady pour "Justify My Love".
La tournée a généré près de 70 millions de dollars à l'époque, soit 114, 8 millions aujourd'hui. Deux concerts ont été filmés pour la télévision, un au Japon, diffusé uniquement à la télévision japonaise, Madonna Live Japan 1993 - The Girlie Show, et un autre en Australie, plus tard réalisé en VHS par Warner Music Vision, Madonna Live Down Under - The Girlie Show.

## Contexte
Proclamant après le Blond Ambition World Tour en 1990 qu'elle « ne retournait plus en tournée », il a fallu à Madonna trois ans pour qu'elle retourne sur scène. Elle déclara ensuite que « si vous m'entendez dire encore une fois « je ne retourne plus en tournée », ne me croyez pas ».
Le Girlie Show a servi à la promotion du cinquième album studio de la chanteuse, Erotica (1992). Lors de sa conception, le principal visuel du show était "sex circus". Décrit comme étant « un mélange entre un concert rock, un défilé de mode, un carnaval, un spectacle de cabaret et un show burlesque », la tournée avait une scène beaucoup plus complexe que les autres spectacles de Madonna : une piste conduisant au milieu de la scène principale, une plateforme, des balcons à l'arrière de la scène, une enseigne lumineuse géante « Girlie Show » et beaucoup d'autres caractéristiques. Le show fut dirigé par le frère de Madonna, Christopher Ciccone, et les costumes créés par Dolce & Gabbana.
Madonna a seulement annoncé 5 dates pour les États-Unis, sans doute en raison des mauvaises critiques de l'album Erotica, ainsi que ses mauvaises ventes, et le film érotique Body.

## Liste de titres

### Act 1: Dominatrix
- The Girlie Show Theme (Introduction)
- Erotica
- Fever (Edit One Mix)
- Vogue
- Rain (contient des éléments de Just My Imagination (Running Away With Me) et Singin' in the Rain)

### Act 2: Studio 54
- Express Yourself
- Deeper And Deeper (contient des éléments de It Takes Two et Love to Love You Baby)
- Why's It So Hard
- In This Life

### Act 3: Weimar Cabaret
- The Beast Within (Interlude)
- Like A Virgin (contient des éléments de Falling in Love Again)
- Bye Bye Baby
- I'm Going Bananas
- La Isla Bonita
- Holiday (contient des éléments de Holiday For Calliope)

### Victorian / Encore
- Justify My Love
- Everybody Is a Star / Everybody (contient des extraits de Dance to the Music et After The Dance)

## Description du concert
Le concert est divisé en quatre tableaux : Dominatrix,  Studio 54, Weimar Cabaret et Encore. Le concert débute avec une fanfare de cirque et le décor est semblable à celui du cirque et du cabaret. Pierrot La Lune apparait pour présenter une danseuse descendant d'une barre verticale. Cette danseuse de topless commence à danser sur Erotica.
Le premier tableau, Dominatrix, commence et Madonna fait son entrée sur scène, une cravache en main, un short et soutien-gorge à paillettes et un masque semblable à celui qu'elle portait dans le clip d'« Erotica », et chante Erotica. Puis elle retire quelques éléments avant de chanter Fever avec deux danseurs. Madonna revient ensuite sur scène pour interpréter Vogue, avec des sons et des costumes rappelant le style indonésien. Le soutien-gorge qu'elle porte est une création de Dolce&Gabbana. Madonna chante ensuite Rain avec des extraits de Just My Imagination (Running Away With Me).
Le deuxième tableau est Studio 54, inspiré du Disco et des années 1960-70, et commence par Express Yourself. Madonna arrive sur une énorme boule à facettes, vêtue d'une énorme perruque blonde Afro. Elle interprète Deeper and Deeper avec toute la troupe. À la fin, tout le monde finit par se déshabiller. Les chansons Why's it So Hard et In This Life sont également interprétées. Les danseurs viennent pour faire l'interlude The Beast Within.
Le troisième tableau, Weimar Cabaret s'inspire de Marlene Dietrich et des cabarets allemands des années 1930. Madonna, habillée en costume, chante Like A Virgin avec un accent allemand. Trois danseuses de cabaret arrivent pour Bye Bye Baby, puis suivent I'm Going Bannans, La Isla Bonita. Après une longue discussion avec ses fans, elle revient en costume Military pour chanter Holiday.
Puis elle chante Justify My Love, avec des costumes rappelant le film My Fair Lady. Elle revient ensuite sur scène pour « Everybody », utilisant comme intro Everybody Is A Star de Sly and The Family Stone.
À la fin du concert, terminant sur Everybody, la fanfare Cabaret/circus souligne la fin du show, et Pierrot La Lune nous fait une dernière apparition, qui n'est en fait que Madonna qui clôture définitivement par une petite phrase « Everybody Is the Star » et un clin d'œil.

## La scène
La scène et les décors sont plus complexes au niveau de la production que lors du Blond Ambition Tour mais bien plus épurés et dépouillés en même temps, ceux-ci nécessitent 24 heures d'installation, encore sous la direction du frère de Madonna, Christopher Ciccone. La scène est agrémentée d'un rideau rouge, d'un podium central en « T » et trois élévateurs, dont un rotatif à projecteurs verticaux. Au-dessus de la scène et durant tout le spectacle flotte une enseigne lumineuse intitulée « Girlie Show ».

## Équipe musicale

### Artiste principal
- Madonna : chanteuse, danseuse et directrice artistique

### Choristes
- Niki Haris
- Donna De Lory

### Danseurs
- Ungela Brockman
- Christopher Childers
- Michael Gregory
- Carrie Ann Inaba
- Jill Nicklaus
- Ruth Inchaustegui
- Luca Tommassini
- Carlton Wilborn

### Groupe
- Claviers : Jai Winding, Michael Beardon
- Guitare : Paul Pesco
- Basse : Victor Bailey
- Batterie : Omar Hakim
- Percussions : Luis Conte
- Claviers additionnels : Mike McKnight

## Techniciens et post-production
- Direction artistique et chargé de la production : Christopher Ciccone
- Direction musicale : Jai Winding
- Régisseur : Jeffrey Hornaday
- Chorégraphie : Alex Magno et Keith Young
- Chorégraphies  additionnelles : Michelle Johnston et Niki Haris
- Costumes : Dolce & Gabbana
- Costumes additionnels : Rob Saduski
- Designer Lumières : Peter Morse
- Sécurité : Earl Gabbidon et Bob Izzard
- Publicité: Liz Rosenberg et Warner Bros Records.

## Première partie
- UNV (aux États-Unis)
- Yonca Evcimik et Kenan Dogulu (pour la Turquie)
- Peter Andre (pour l'Australie)
- Mario Pelchat (à Montréal)

## Dates et lieux des concerts
Quarante dates avaient été prévues pour la tournée. Cependant, le concert prévu au Stade Festhalle de Francfort le 2 octobre a été annulé et le concert de Sydney au Cricket Ground de Sydney a été reporté au 4 décembre à cause d'une tempête.
| Europe            |                |             |                                         |
| Date              | Ville          | Pays        | Lieu                                    |
| 25 septembre 1993 | Londres        | Royaume-Uni | Wembley Stadium                         |
| 26 septembre 1993 | Londres        | Royaume-Uni | Wembley Stadium                         |
| 28 septembre 1993 | Paris          | France      | Palais omnisports de Paris-Bercy        |
| 29 septembre 1993 | Paris          | France      | Palais omnisports de Paris-Bercy        |
| 1er octobre 1993  | Paris          | France      | Palais omnisports de Paris-Bercy        |
| 5 octobre 1993    | Tel Aviv       | Israël      | Yarkon Park                             |
| 7 octobre 1993    | Istanbul       | Turquie     | Stade BJK İnönü                         |
| Amérique du Nord  |                |             |                                         |
| Date              | Ville          | Pays        | Lieu                                    |
| 11 octobre 1993   | Toronto        | Canada      | SkyDome                                 |
| 12 octobre 1993   | Toronto        | Canada      | SkyDome                                 |
| 14 octobre 1993   | New York       | États-Unis  | Madison Square Garden                   |
| 15 octobre 1993   | New York       | États-Unis  | Madison Square Garden                   |
| 17 octobre 1993   | New York       | États-Unis  | Madison Square Garden                   |
| 19 octobre 1993   | Philadelphie   | États-Unis  | The Spectrum                            |
| 21 octobre 1993   | Auburn Hills   | États-Unis  | The Palace of Auburn Hills              |
| 23 octobre 1993   | Montréal       | Canada      | Stade Olympique                         |
| Amérique latine   |                |             |                                         |
| Date              | Ville          | Pays        | Lieu                                    |
| 26 octobre 1993   | Bayamón        | Porto Rico  | Juan Ramón Loubriel Stadium             |
| 30 octobre 1993   | Buenos Aires   | Argentine   | Stade Monumental                        |
| 31 octobre 1993   | Buenos Aires   | Argentine   | Stade Monumental                        |
| 3 novembre 1993   | São Paulo      | Brésil      | Estádio do Morumbi                      |
| 6 novembre 1993   | Rio de Janeiro | Brésil      | Maracanã                                |
| 10 novembre 1993  | Mexico         | Mexique     | Autódromo Hermanos Rodríguez (Foro Sol) |
| 12 novembre 1993  | Mexico         | Mexique     | Autódromo Hermanos Rodríguez (Foro Sol) |
| 13 novembre 1993  | Mexico         | Mexique     | Autódromo Hermanos Rodríguez (Foro Sol) |
| Océanie           |                |             |                                         |
| Date              | Ville          | Pays        | Lieu                                    |
| 19 novembre 1993  | Sydney         | Australie   | Sydney Cricket Ground                   |
| 24 novembre 1993  | Brisbane       | Australie   | ANZ Stadium                             |
| 26 novembre 1993  | Melbourne      | Australie   | Melbourne Cricket Ground                |
| 27 novembre 1993  | Melbourne      | Australie   | Melbourne Cricket Ground                |
| 29 novembre 1993  | Melbourne      | Australie   | Melbourne Cricket Ground                |
| 1er décembre 1993 | Adelaide       | Australie   | Adelaide Oval                           |
| 3 décembre 1993   | Sydney         | Australie   | Sydney Cricket Ground                   |
| 4 décembre 1993   | Sydney         | Australie   | Sydney Cricket Ground                   |
| Asie de l'Est     |                |             |                                         |
| Date              | Ville          | Pays        | Lieu                                    |
| 7 décembre 1993   | Fukuoka        | Japon       | Fukuoka Dome                            |
| 8 décembre 1993   | Fukuoka        | Japon       | Fukuoka Dome                            |
| 9 décembre 1993   | Fukuoka        | Japon       | Fukuoka Dome                            |
| 13 décembre 1993  | Tokyo          | Japon       | Tokyo Dome                              |
| 14 décembre 1993  | Tokyo          | Japon       | Tokyo Dome                              |
| 16 décembre 1993  | Tokyo          | Japon       | Tokyo Dome                              |
| 17 décembre 1993  | Tokyo          | Japon       | Tokyo Dome                              |
| 19 décembre 1993  | Tokyo          | Japon       | Tokyo Dome                              |

## Diffusions et enregistrements
Enregistré et diffusé sur la chaine HBO le 19 novembre 1993, Madonna-The Girlie Show Live Down Under a été disponible sous plusieurs formats :
- VHS et Laserdisc au printemps 1994
- DVD en 1997.

Il existe aussi une diffusion télé du spectacle, The Girlie Live in Japan 1993, enregistré au Fukuoka Dome au Japon en décembre 1993. Cet enregistrement très rare en vidéo est un incontournable pour les collectionneurs.
Il existe aussi plusieurs enregistrements audio de plusieurs autres concerts, notamment ceux de Londres, Paris, Australie, Fukuoka. Certains de ces enregistrements ont un son très professionnel et certains de qualité inférieure, et sont facilement trouvable sur youtube. et permettent de voir que le DVD officiel comporte beaucoup d'image des shows japonais.

## Galerie

### Act 1: Dominatrix
|         |
| Erotica |

|       |
| Fever |

|       |
| Vogue |

|      |
| Rain |

### Act 2: Studio 54
|                  |
| Express Yourself |

|                   |
| Deeper and Deeper |

|                  |
| Why's It So Hard |

|              |
| In This Life |

### Act 3: Weimar Cabaret
|               |
| Like a Virgin |

|              |
| Bye Bye Baby |

|                   |
| I'm Going Bananas |

|                |
| La isla bonita |

|         |
| Holiday |

### Victorian / Encore
|                 |
| Justify My Love |